# Tempel des Romulus

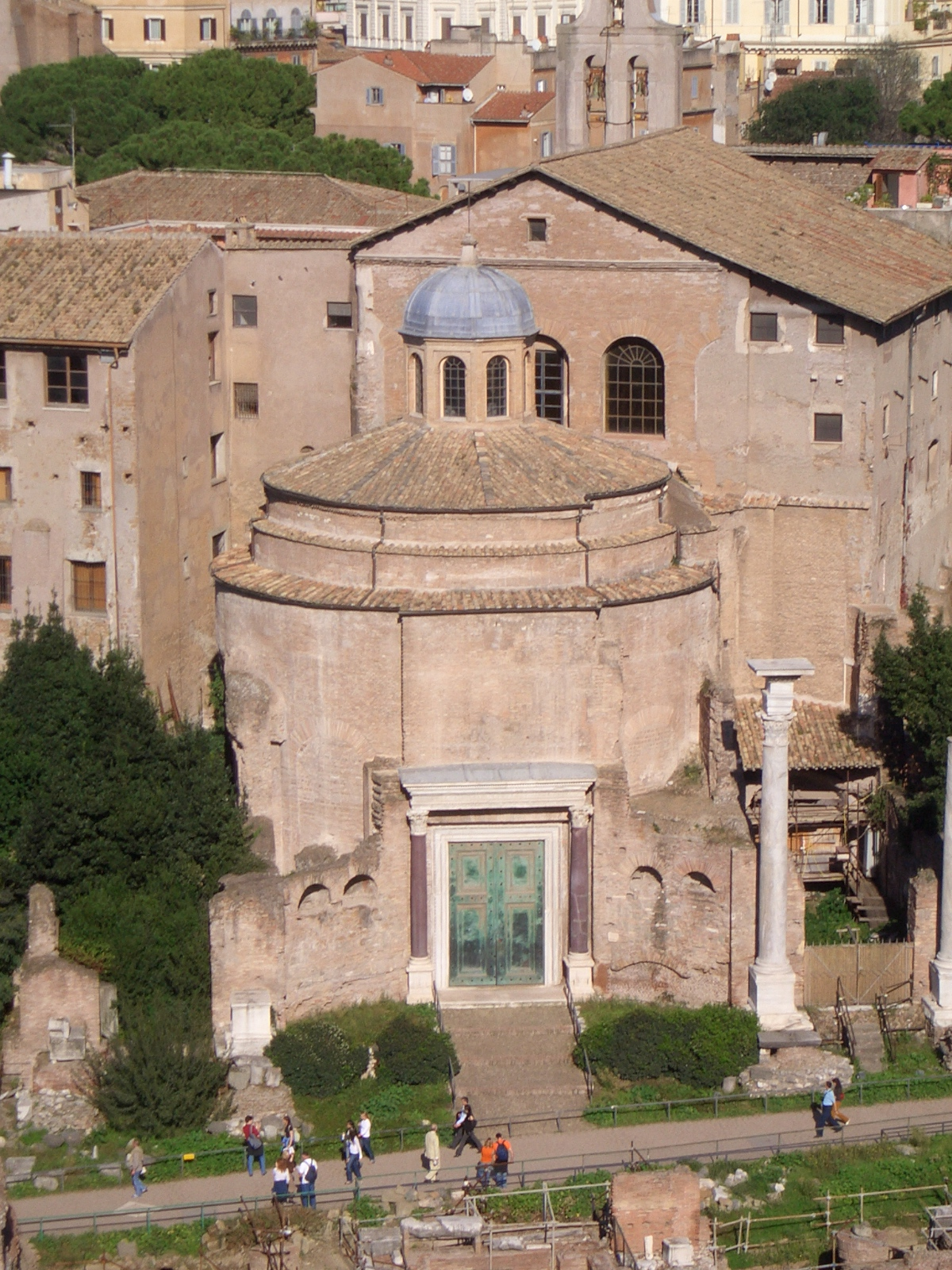
Der Tempel des Romulus auf dem Forum Romanum in Rom

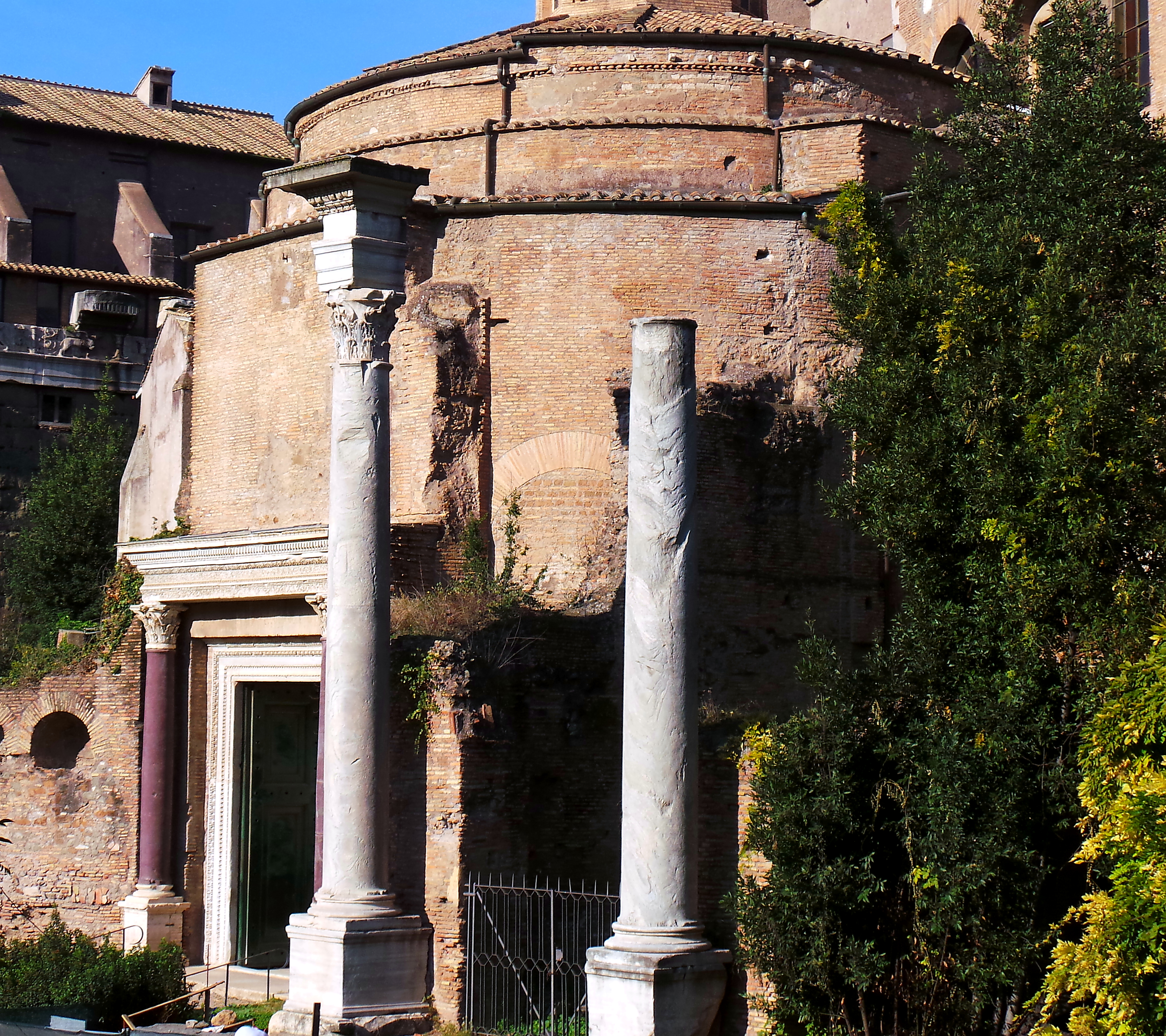
Der Tempel des Romulus im November 2015

Der Tempel des Romulus befindet sich im Bereich der Velia in Rom und wurde zwischen dem Tempel des Antoninus Pius und der Faustina und der Maxentiusbasilika errichtet. Der Ziegelrundbau, seine Kuppel und seine beiden Seitenräume, die jeweils über einen eigenen Eingang und eine eigene Apsis verfügen, wurden im 6. Jahrhundert zusammen mit Resten des Templum Pacis zur Kirche SS. Cosma e Damiano zusammengefasst und als Vestibül dieser Kirche integriert. Dies erklärt den guten Erhaltungszustand. Sein reich dekorierter Haupteingang wird von zwei Porphyrsäulen flankiert. Der Tempel ist durch die original erhaltene, antike Bronzetür verschlossen, deren Schloss immer noch funktioniert.
Lange wurde vermutet, dass Kaiser Maxentius den Tempel seinem früh verstorbenen Sohn Valerius Romulus geweiht habe. Heute wird jedoch als wahrscheinlicher angenommen, dass der Tempel für Iupiter Stator errichtet wurde und eine einfache Einfriedung aus republikanischer Zeit ersetzte. Einem Mythos zufolge haben die flüchtenden Truppen des Romulus im Kampf gegen die Sabiner an dieser Stelle kehrtgemacht, nachdem sich Romulus flehend an Jupiter gewandt hatte. Einer weiteren Theorie zufolge wurden im Tempel die Penaten verehrt, deren Statuen in den seitlichen Räumen aufgestellt worden wären, nachdem ihr ehemaliger Tempel auf der Velia abgerissen wurde, um dort die Maxentiusbasilika zu errichten.
Innerhalb des Tempels waren bis ins 16. Jahrhundert Reste einer Inschrift vorhanden, aus denen eine Weihung des Tempels an Kaiser Konstantin durch den Senat hervorging. Da es äußerst unwahrscheinlich ist, dass Konstantin dem Sohn seines größten Widersachers einen Tempel geweiht hätte, könnte nach der Schlacht an der Milvischen Brücke daher auch eine Neuweihung an Konstantin durch den Senat veranlasst worden sein.